# Анна Стюарт
Анна Стюарт або А́нна I (англ. Anne I; 6 лютого 1665 — 1 серпня 1714) — королева Англії, Шотландії (1702—1707) та Ірландії (1702—1714). Перша королева Великої Британії (1707—1714). Представниця англійської династії Стюартів. Дочка англійського короля Якова II і Анни Гайд. Під час її правління була виграна війна з Іспанією, герцог Мальборо переміг біля Бленгайма, Мальплаке тощо, відбулося об'єднання англійського і шотландського парламентів у 1707 році. Анна не залишила нащадків і її спадкоємцем на престолі став Георг I (король Великої Британії) з Ганноверської династії.
Часи правління Анни Стюарт — період значного розквіту культури та науки і становлення британського Просвітництва. За її часів творили Даніель Дефо, Александр Поуп і Джонатан Свіфт, працював Ісаак Ньютон. З ім'ям королеви пов'язаний перший закон про авторське право — Статут королеви Анни.

## Імена
- А́нна І (англ. Anne І) — з порядковим номером правителя.
- А́нна Стю́арт (англ. Anne Stuart) — з родовим іменем.

## Проблема спадкування престолу
Анна походила з династії Стюартів. Народилася від першого шлюбу Якова II з Анною Гайд — дочкою знаменитого поборника англіканства, графа Кларендона. Як і її старша сестра Марія II, Анна не визнавала католицтва, була у шлюбі з протестантським принцом (Георгом Данським) і користувалася симпатією протестантів — супротивників її батька.
Після Славної революції 1688 року, яка скинула Якова й позбавила права на престол його новонародженого сина, принца Уельського, за підтримки своєї близької подруги Сари Черчиль відповідно до Біллю про права Анна стала спадкоємицею своєї сестри Марії та її чоловіка Вільгельма III Оранського у разі, коли б у них не було дітей.
Шлюб Марії (померла в 1694) й Вільгельма виявився бездітним. Проте і сама Анна була вагітна від Георга 18 разів, проте народила живими тільки 5 дітей, з яких 4 померли немовлятами. Єдина її дитина, що залишилася живою — Вільгельм, герцог Глостерський — помер 29 липня 1700 у віці 11 років. Це могло призвести до політичної кризи: протестантська лінія дому Стюартів обривалася на Анні (теоретично після неї престол міг перейти до потомства Вільгельма, якщо б той одружився знову, але він не збирався знову одружуватися), і її батько (тоді ще живий) або її брат-католик могли безперешкодно знову захопити трон.
За цих умов було прийнято Акт про спадкування престолу (1701), відповідно до якого католики (чи особи, які перебувають із ними в шлюбі) в принципі усувались з порядку спадкування англійської та шотландської корон, а спадкоємицею престолу після Анни ставала онука Якова I, Софія Ганноверська, а потім її старший син, курфюрст Ганноверський Георг I.
Анна була невдоволена цим рішенням, прийнятим під тиском парламенту; вона не бажала віддавати британську корону дрібним німецьким правителям та мріяла заповісти престол своєму юному брату Якову, який жив у Франції та якого вона ніколи не бачила.

## Початок правління
8 березня 1702 року помер Вільгельм III, й Анна вступила на престол. Її царювання характеризується послабленням ролі монарха й посиленням міністрів. Це було пов'язано зі слабким здоров'ям та із залежним характером королеви, а також із загальними тенденціями до обмеження королівської влади після «Славної революції».
У цей час Британія брала активну участь у Війні за іспанську спадщину у таборі супротивників Франції (Людовик XIV визнавав претендента, брата Анни, «королем Яковом III»). Одним з найвпливовіших діячів її царювання був полководець і головнокомандувач військами держави Джон Черчилль, герцог Мальборо, дружина якого, Сара Черчилль, була подругою Анни. Мальборо симпатизував партії вігів; провадячи політику непотизму, він призначив на ключові пости в уряді своїх родичів, Годольфіна й Сандерленда.

## Об'єднання Великої Британії

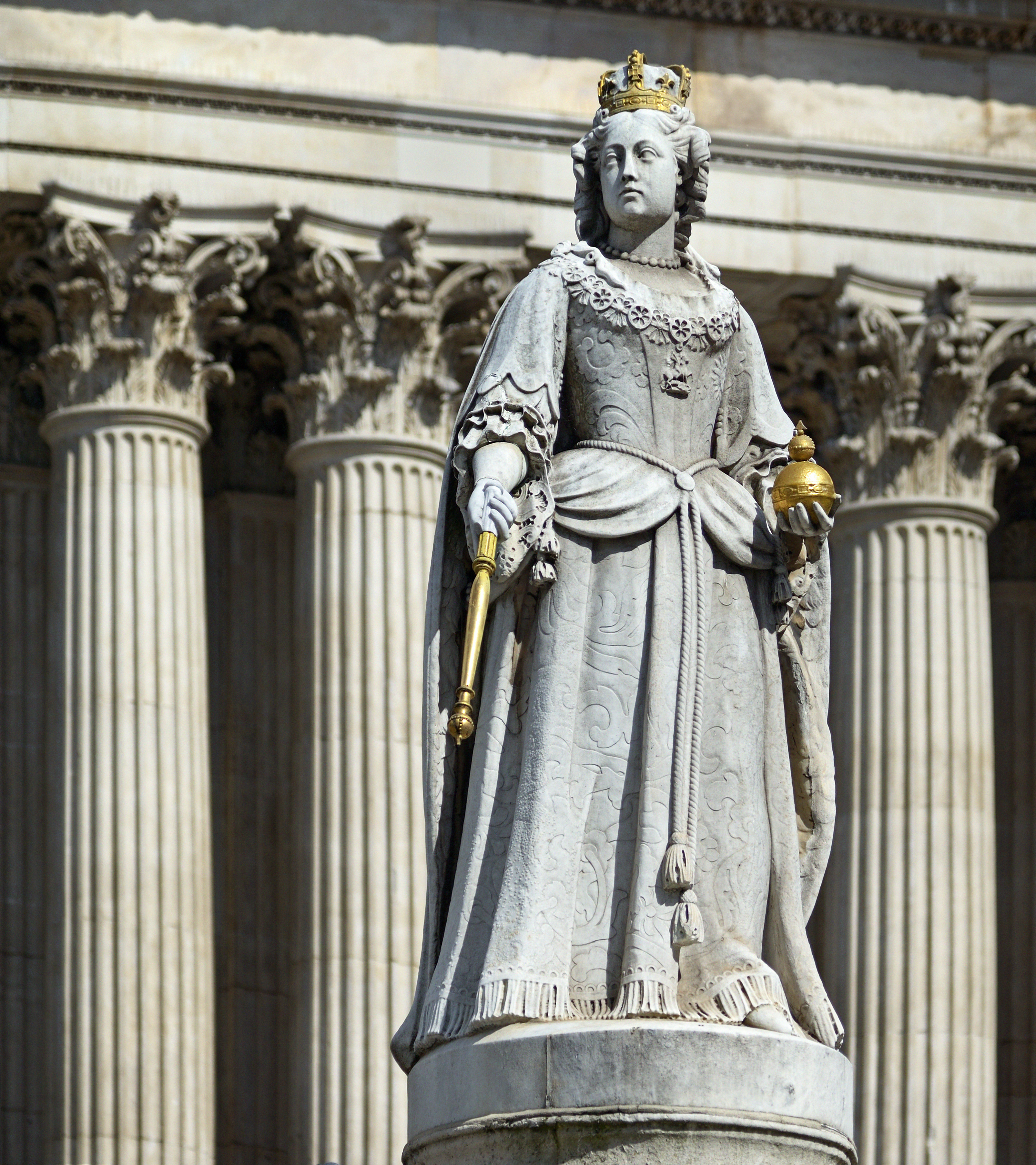
Статуя королеви Анни Стюарт перед собором св. Павла у Лондоні

За правління Анни було вжито заходів з остаточної ліквідації незалежності Шотландського королівства. В умовах зміни порядку спадкування шотландці не збирались визнавати своїм монархом майбутнього короля Англії, проте вважали, що після смерті Анни парламент Шотландії має обрати іншого принца з дому Стюартів.
Окрім того, небезпеку за умов війни з Францією приховував і традиційний «Старий союз» (Auld Alliance) між Францією та Шотландією, а також підтримка Францією претендента на англійський престол, сина Якова II, який був популярним у Шотландії. За цих умов було підготовлено «Акт про Унію», що передбачав об'єднання Англії та Шотландії у державу, що йменувалась Велика Британія; під військовим та економічним тиском шотландський парламент прийняв цей акт 16 січня 1707 року й саморозпустився. 1 травня 1707 року Англія та Шотландія як держави юридично припинили існування, й почалась історія Великої Британії.

## Останні роки правління
До кінця 1700-их років особисті стосунки між Анною та її подругою герцогинею Мальборо зіпсувались. Цим скористались політичні опоненти чоловіка останньої, щоб підірвати його позиції. У 1710 році всі видні прибічники Мальборо (але не він сам) були зняті з постів, тим більше що через непопулярність війни, що коштувала багатьох людських жертв і грошових видатків, вибори до палати громад принесли більшість партії торі. У 1711 році, коли Мальборо спробував затягнути перемовини щодо завершення війни, Анна відправила зрештою у відставку і його, а щоб позбавити вігів більшості у палаті лордів, присвоїла в один день 12 звань перів. За майже 50 років Єлизавета I присвоїла менше титулів, що давали право на звання пера, ніж Анна Стюарт за один цей день. Уся ця політична боротьба супроводжувалась постійними дрібними інтригами за вплив на королеву та її найближчих подруг. У 1713 році війна за іспанську спадщину завершилась в цілому вдало для Великої Британії Утрехтським миром, за яким країна надбала деякі французькі колонії в Америці.
Анна Стюарт померла від застарілої подагри 1 серпня 1714 року. Оскільки Софія Ганноверська померла за два місяці до неї (8 червня), на престол вступив старший син останньої, курфюрст Ганноверський Георг, що став королем Великої Британії Георгом I. Відповідно до Акту про спадкування престолу понад 50 осіб, які були генеалогічно старшими за Георга, були відкинуті через їхню католицьку віру.

## У мистецтві
- Королева Анна — персонаж п'єси Ежена Скріба «Склянка води».
- У фільмі «Фаворитка» королеву Анну зіграла акторка Олівія Колман.